# Euphylidorea epimicta
Euphylidorea epimicta är en tvåvingeart som först beskrevs av Alexander 1927.  Euphylidorea epimicta ingår i släktet Euphylidorea och familjen småharkrankar. Inga underarter finns listade i Catalogue of Life.